# Camellia Bowl 2023
Match précédent Match suivant
Le Camellia Bowl 2023 est un match de football américain de niveau universitaire joué après la saison régulière de 2023, le 23 décembre 2023 au Cramton Bowl situé à Montgomery dans l'État de l'Alabama aux États-Unis. 
Il s'agit de la 10e édition du Camellia Bowl.
Le match met en présence l'équipe des Red Wolves d'Arkansas State issue de la Sun Belt Conference et l'équipe des Huskies de Northern Illinois issue de la Mid-American Conference.
Il débute vers 11 heures locales et est retransmis à la télévision par ESPN,.
Northern Illinois remporte le match sur le score de 21 à 19.

## Présentation du match
Il s'agit de la 9e rencontre entre les deux équipes, les Huskies menant la série avec sept victoire pour une seule aux Red Volves (en 1995),.
| Équipes                         | Couleurs | Conférences | Entraîneurs                     | Stats. saison rég. | Classements avant le bowl | Classements avant le bowl | Classements avant le bowl |
| ------------------------------- | -------- | ----------- | ------------------------------- | ------------------ | ------------------------- | ------------------------- | ------------------------- |
| Équipes                         | Couleurs | Conférences | Entraîneurs                     | Stats. saison rég. | CFP                       | AP                        | Coaches                   |
| Red Wolves d'Arkansas State     |          | Sun Belt    | Butch Jones (en) (3e saison)    | 6-6                | NC                        | NC                        | NC                        |
| Huskies de Northern Illinois    |          | MACC        | Thomas Hammock (en) (5e saison) | 6-6                | NC                        | NC                        | NC                        |
| - Arbitre : Kevin Randall (AAC) |          |             |                                 |                    |                           |                           |                           |

### Arkansas State
Avec un bilan global en saison régulière de 6 victoires et 6 défaites (4-4 en matchs de conférence), Arkansas State est éligible et accepte l'invitation pour participer au Camellia Bowl 2023.
Ils terminent 3e de la Division Ouest de la Sun Belt Conference derrière Troy et Texas State.
À l'issue de la saison 2023 (bowl non compris), ils n'apparaissent pas dans les classements CFP, AP et Coaches.
Il s'agit de leur 3e participation au Camellia Bowl (défaite en 2017 et victoire en 2019) et le 11e bowl de leur histoire :

### Northern Illinois
Avec un bilan global en saison régulière de 6 victoires et 6 défaites (5-3 en matchs de conférence), Northern Illinois est éligible et accepte l'invitation pour participer au Camellia Bowl 2023.
Ils terminent 2e de la Division Ouest de la Mid-American Conference derrière Toledo.
À l'issue de la saison 2023 (bowl non compris), ils n'apparaissent pas dans les classements CFP, AP et Coaches.
Il s'agit de leur première participation au Camellia Bowl et le 15e bowl de leur histoire.